# Tommy Boy Records
La Tommy Boy Records è un'etichetta discografica statunitense, fondata da Tom Silverman nel 1981. È un'etichetta indipendente, anche per quanto riguarda la distribuzione dei propri prodotti, con base a New York. Si occupa di vari generi, tra cui hip-hop e dance.

## Storia
L'etichetta fu creata nel 1981, da Tom Silverman.
Nel 1985, la Warner Bros. Records comprò il 50% dell'etichetta, per poi acquisirne la proprietà nel 1990. Silverman e il suo braccio destro, Monica Lynch divennero Vice Presidenti della Warner. Cosa senza precedenti, la Warner permise alla Tommy Boy di rimanere un'etichetta indipendente, con l'opzione di poter collocare sotto major i propri artisti, sotto Warner o sotto l'etichetta sorella Reprise Records se lo avessero voluto. Quest'opzione fu usata poco spesso. Silverman ricomprò dalla Warner Bros. il 50% della società nel 1995 dopo la controversia negli anni 90 tra Tipper Gore, C. Delores Tucker, e la Time Warner che causò molti problemi legati alla censura agli artisti hip-hop della WEA. Nel 1995 fu creata una joint venture, dal nome Penalty Recordings insieme con Neil Levine, ma nel 1999 venne assorbita dalla Tommy Boy. Nel 1998 venne lanciata la Tommy Boy Gospel, sotto la direzione di Max Seigel e Marvie Wright. Lo stesso anno vennero create la Tommy Boy Black Label (specializzata in hip hop underground) e la Tommy Boy Silver Label (specializzata in musica dance). Tommy Boy, come parte della Warner, diede anche una distribuzione indipendente ad etichette a lei vicine che avevano già contratti con la WEA, incluse American Recordings' Ill Labels, Mute Records' NovaMute, e Cold Chillin's' Livin' Large. L'etichetta firmò contratti discografici con etichette come Timber Records, Outcaste Records e 75 Ark.
Nel 2001, Tom Silverman, in collaborazione con il produttore-regista Mic Neumann e la sua compagnia, la Dubtitled Entertainment, lanciò una divisione dedicata a film, DVD e televisione indipendente, chiamata Tommy Boy Films.
Nel gennaio 2002, la Tommy Boy ritornò indipendente, conclusasi la sua joint venture con la Warner Bros. La Warner voleva vendite più elevate di quelle ottenute dall'etichetta, così Silverman riscattò il rimanente 50% della proprietà, i master realizzati prima di quel momento divennero proprietà della Warner Music, gli artisti della Tommy Boy artists passarono alle varie etichette della WEA, il marchio rimase a Silverman, e la compagnia fu ribattezzata Tommy Boy Entertainment LLC. L'etichetta poi dette il proprio marchio in licenza alla Warner per usarla nelle proprie ristampe sotto Rhino/Atlantic Records.
Nel 2005, la Tommy Boy Silver Label fu rinominata Silver Label e si specializzò in contenuti LGBT.
Nel 2007 fu prodotto il primo progetto della Tommy Boy Films, una serie televisiva intitolata Kung Faux, su DVD dopo essere stata programmata in oltre 40 paesi nel mondo da network televisivi come STAR Asia, FOX Latin America, e CANAL Plus Europe.

## Artisti
L'elenco include sia gli artisti che formarono la Tommy Boy recording sia gli artisti che ne sono entrati a far parte in seguito.
- 2XL
- 808 State
- Afrika Bambaataa
- Above the Law
- Apache
- Amber
- Big Noyd
- Biz Markie
- Bob Sinclar
- Broadcast
- Cantankerous
- Capone-N-Noreaga
- The Cliks
- Coldcut
- Coolio
- Daniel Cirera
- De La Soul
- Defari
- Digital Underground
- Disco D
- Dolce
- Everlast/House of Pain
- Fannypack
- Fresh Gordon
- Force MDs
- Gucci Mane
- Handsome Boy Modeling School
- Information Society
- Jonzun Crew
- Joydrop
- Junior Vasquez
- K7
- Kristine W
- Kung Faux
- LFO
- Lord Finesse
- J.C. Lodge
- Masters at Work
- Naughty by Nature
- Paris
- Pimpadelic
- Planet Patrol
- Plushgun
- Prince Paul
- Prince Rakeem
- Queen Latifah
- Roxanne Shanté
- Rustic Overtones
- Shabazz the Disciple
- Sneaker Pimps
- Stetsasonic
- Thunderpuss
- Timmy Gatling
- TKA

## Album
- Jock series compilations
  - Jock Jams serie di album
  - Jock Rock serie di album
  - Slam Jams serie di album
- Kung Faux colonne sonore